# Newcombia philippiana
Newcombia philippiana е изчезнал вид сухоземно коремоного от семейство Хавайски дървесни охлюви (Achatinellidae).

## Разпространение
Видът е бил ендемичен за Хаваите.